# Stanley Greene
Pour les articles homonymes, voir Greene.
Stanley Greene, né le 14 février 1949 à Brooklyn (New York), et mort le 19 mai 2017 à Clichy, est un photojournaliste de guerre américain.
Il est surtout connu pour sa couverture de la guerre en Tchétchénie. Il a reçu, entre autres, le prix W. Eugene Smith et le World Press, qui lui a été décerné cinq fois.

## Biographie
Stanley Greene naît en février 1949 à Brooklyn dans une famille de la classe moyenne. Ses deux parents étaient des acteurs. Son père était un syndicaliste et un des premiers Afro-américains élus en tant que dirigeant dans le Screen Actors Guild, et au mouvement Renaissance de Harlem. Son père a été placé dans les années 1950 sur une liste noire des communistes et a été forcé à ne jouer que des rôles subalternes anonymes au cinéma.
Ses parents lui ont offert son premier appareil photo à l'âge de onze ans .
Stanley Greene a commencé sa carrière en tant que peintre, mais il prenait également des photos comme moyen de rassembler les scènes qu'il peignait. En 1971, alors membre du mouvement révolutionnaire afro-américain Black Panthers et contre la guerre du Viêt Nam, son ami, le photographe William Eugene Smith lui a offert une place dans son studio et l'a encouragé à étudier la photographie à l'école des arts visuels de New York et l'institut d'art de San Francisco.
À cette époque, Stanley Greene a effectué quelques travaux en tant que photographe, y compris prendre des photos de groupes de rock et travailler chez Newsday. En 1986, il a photographié des défilés de mode à Paris. Il se considérait comme étant un amateur. Il était habitué des cafés, prenait des photos de filles et consommait de l'héroïne . Après le décès d'un de ses amis du SIDA, Greene a abandonné la drogue et a commencé à prendre plus au sérieux sa carrière de photographe . Il a commencé le photojournalisme en 1989, quand sa photo Baisers à tous, le mur de Berlin d'une ballerine avec dans sa main une bouteille de champagne, est devenue un symbole de la chute du mur de Berlin .
Alors que Stanley Greene travaille pour l'Agence VU, il se retrouve bloqué pendant la tentative de coup d'État sanglant contre Boris Eltsine à la Maison blanche à Moscou.
Stanley Greene a couvert des pays déchirés par la guerre comme le Haut-Karabagh, l'Irak, la Somalie, la Croatie, le Cachemire, et le Liban ,. Il a pris des photos du génocide rwandais en 1994 ainsi que de la côte du Golfe aux États-Unis en 2005 au lendemain de l'ouragan Katrina.
Dès 1994, Stanley Greene devient célèbre pour sa couverture de la seconde guerre de Tchétchénie qui a été publiée en 2004 dans un livre, Open Wound (Plaie à vif). Ses photos ont attiré l'attention du public sur « la souffrance qui a marqué la dernière résurrection tchétchène après des décennies de lutte pour l'indépendance ». Il a également photographié les guerres et la pauvreté en Afrique, en ex-Union Soviétique en Amérique centrale, en Asie et au Moyen-Orient, mais son travail le plus connu est sa couverture de la guerre en Tchétchénie.
Il a publié plusieurs livres, dont Plaie à vif : Tchétchénie 1994-2003 aux éditions Trolley et Black Passport . Stanley Greene est membre fondateur de l'agence Noor.
En 2008, il révèle avoir contracté l'hépatite C, probablement au Tchad en 2007, à cause d'un rasoir contaminé. Après une cure, il est allé en Afghanistan où il a photographié une histoire intitulée Crise de toxicomanie et des maladies infectieuses.
Stanley Greene meurt dans le plus grand dénuement le 19 mai 2017 à Clichy, à la suite d'un cancer du foie, à l'âge de 68 ans. Il est inhumé au cimetière du Père-Lachaise (division 44).

## Publications
Années 1990
- Somnambule (éditions Marval, 1990) avec Delacorta.

Années 2000
- Open Wound: Chechnya 1994-2003 (Trolley Books, 2004). Avec Andre Glucksmann et Christian Caujolle.
- Katrina: An Unnatural Disaster (2006). Avec Thomas Dworzak, Kadir van Lohuizen, et Paolo Pellegrin.
- Chalk Lines: The Caucasus (2007).
- Black Passport (2009)
- Stanley Greene, une vie à vif, bande dessinée de Jean-David Morvan (scénario) et Tristan Fillaire (dessinateur), Éditions Delcourt, 2020.  (ISBN 978-2413017387)

## Expositions
Liste non exhaustive
- 2020 : Empreintes, Centre du patrimoine arménien de Valence, juin-décembre 2020.
- 2022 : Vies à vif, avec Édouard Elias, galerie Polka, Paris[9]

## Prix et distinctions
- Prix W. Eugene Smith
- World Press à cinq reprises